# Victoria Zanolli
Victoria Zanolli (* 26. November 2005) ist eine argentinische Leichtathletin, die im Sprint sowie im Weitsprung an den Start geht.

## Sportliche Laufbahn
Erste Erfahrungen bei internationalen Meisterschaften sammelte Victoria Zanolli im Jahr 2021, als sie bei den U18-Südamerikameisterschaften in Encarnación mit 5,83 m den vierten Platz im Weitsprung belegte und mit der argentinischen 4-mal-100-Meter-Staffel in 48,06 s die Bronzemedaille gewann. Im Jahr darauf gewann sie bei den U18-Südamerikameisterschaften in São Paulo mit 5,78 m die Bronzemedaille im Weitsprung sowie in 48,92 s auch im Staffelbewerb. 2023 belegte sie bei den U20-Südamerikameisterschaften in Bogotá in 12,13 s den siebten Platz im 100-Meter-Lauf und gewann im Weitsprung mit 6,20 m die Silbermedaille. Zudem gewann sie im Staffelbewerb in 47,52 s die Bronzemedaille. Anschließend gelangte sie bei den Panamerikanischen-U20-Meisterschaften in Mayagüez mit 5,97 m den vierten Platz im Weitsprung. Im Jahr darauf gewann sie bei den U20-Südamerikameisterschaften in Lima mit 5,84 m die Bronzemedaille im Weitsprung und belegte im Staffelbewerb in 47,01 s den vierten Platz. Im September gelangte sie bei den U23-Südamerikameisterschaften in Bucaramanga mit 5,97 m auf Rang vier im Weitsprung. 2025 gewann sie bei den Hallensüdamerikameisterschaften in Cochabamba mit der 4-mal-400-Meter-Staffel in 4:08,20 min gemeinsam mit Helen Bernard, Marlene Koss und Belén Fritzsche die Silbermedaille hinter dem bolivianischen Team und belegte im Weitsprung mit 5,98 m den fünften Platz. Ende April belegte sie bei den Südamerikameisterschaften in Mar del Plata mit 5,81 m den siebten Platz im Weitsprung.
In den Jahren von 2023 bis 2025 wurde Zanolli argentinische Meisterin im Weitsprung.

## Persönliche Bestzeiten
- 100 Meter: 12,10 s (+0,6 m/s), 1. April 2023 in Rosario
- Weitsprung: 6,21 m (+1,7 m/s), 29. März 2025 in Concepción del Uruguay